# Tehreek-e-Nafaz-e-Shariat-e-Mohammadi

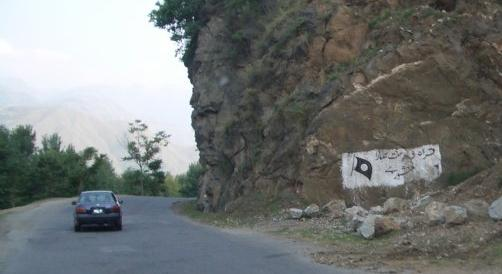
Gaffiti pro-TNSM cerca de Matta, Swat. "Corán y Sunnat es nuestro manifiesto"

Tehreek-e-Nafaz-e-Shariat-e-Mohammadi (TNSM, en español: Movimiento para la Aplicación de Ley islámica) es un grupo terrorista paramilitar pakistaní cuyo objetivo es aplicar la Sharia en el país. El grupo rebelde tomó gran parte de Swat en 2007. Fue fundado por Sufí Muhammad en 1992, y fue declarado ilegal por el presidente Pervez Musharraf el 12 de enero del 2002.
La organización está activa en las áreas a lo largo de la frontera Pakistán-Afganistán, especialmente en Dir, Swat y Malakand pero incluyen Dargai y Chenagai. Apoya a las fuerzas talibanas en la vecina Afganistán. Ha sido descrito como "uno de los grupos militares religiosos más peligrosos de Pakistán." Cuándo el fundador fue encarcelado el 15 de enero del 2002, su yerno Maulana Fazlullah, supuestamente lidera del grupo. Sufí Muhammad fue liberado en 2008 después de renunciar a la violencia.

## Características
Los miembros de la milicia del TNSM están "identificados por su cabello hasta los hombros y chalecos de camuflaje sobre la ropa tradicional shalwar kameez", según un informe en 2007 del Associated Press. Muchos militantes no nativios han sido reclutados para trabajar con el grupo en otras partes de Waziristán del Norte, muchos de ellos originarios de fuera de Pakistán, incluyendo afganos y árabes.

## Aplicación de la Sharia
Como parte de su visión como la aplicación de la ley Sharia, el grupo ha realizado atentado de bombas en escuelas de niñas y volar en mil pedazos tiendas de CD. Fazlullah también ha utilizado emisiones FM para instar a las estudiantes a llevar burkas que cubran todo su cuerpo y ha forzado el cierre de algunas organizaciones de desarrollo, acusándolos de difundir la inmoralidad mediante el empleo personal femenino.

## Historia

### Orígenes
El grupo fue fundado por Sufí Muhammad en 1992 después de que abandonara Jamaat-e-Islami, de que fue un dirigente activo.

### Revuelta de la división Malakand en 1994
Sufí Muhammad fomento una insurrección en la división Malakand (Dir, Swat, Bajaur, Chitral) en la base de una demanda para la ley Sharia. La revuelta fue anulada por el ejército de Pakistán pero no antes de TNSM había tomado control de Dir y de Swat. Timergara fue asediada por la artillería de gobierno y el combate fue particularmente intenso en Swat.
Se alega que mientras TNSM estaban bajo control, los conductores estuvieron forzados a cambiar la conducción en el lado derecho de la carretera, lo que dio lugar a muchos accidentes.

### 2001–2002
Sufí Muhammad fue hecho prisionero en noviembre por enviar a miles de voluntarios a Afganistán para luchar contraa la invasión dirigida en EE. UU. en 2001. Durante su encarcelamiento, el yerno de Muhammad Maulana Fazlullah, conocido como "Radio Mulá" por sus radio emisoras FM piratas, dirigidos por el TNSM.
El presidente Pervez Musharraf declaró ilegal el grupo el 12 de enero del 2002.

### 2005
Después de una breve disminución breve, el grupo experimentó un resurgimiento en el periodo posterior del terremoto de Cachemira del 2005.  Las emisiones radiofónicas reforzaron las creencias locales que el terremoto era un castigo por sus pecados, y los habitantes locales de la región destruyeron equipamiento electrónico, como televisiones y ordenadores, en respuesta de ello.

### 2007
En julio de 2007, el grupo tomaron gran parte del distrito de Swat y se aferró a ella hasta noviembre, cuándo el ejército pakistaní expulsaron a Maulana Fazlullah y a sus seguidores de una gran base en el pueblo de Imam Dheri.
El bastión, a ocho kilómetros de la ciudad principal del valle de Mingora en el consejo de unión en Kabal, noroeste de Swat, fue custodiada por aproximadamente 200 luchadores rebeldes.
Un reportero de ña Associated Press quién visitó la base en octubre del 2007 la describió como un concreto complejo cercano al pueblo. "El interior es una mezquita y un laberinto de docenas de habitaciones, muchos todavía en construcción. Una tienda vende casetes de audio de discursos por Fazlullah." A pesar de que el seminario no estaba abierto para los estudiantes,  fue atrayend a miles de fieles para la oración del viernes, los residentes dijeron a la Associated Press. El portavoz de Fazlullah, Sirajuddin, basado en el seminario, es un militante de barba gris que va por un solo nombre.
Aproximadamente 250 militantes murieron en dos semanas de combate a finales de noviembre, durante el cual la base de dos kilómetros cuadrados fue bombardeada por artillería, según las autoridades de Pakistán. Las personas en un número de ciudades destruyeron los fortificados búnkeres de los rebeldes, incluyendo Fazlullah y Sirajuddin, habían abandonado como los militantes retrocedieron a las montañas.

#### Colaboración con el TTP
En el periodo posterior del asedio de la Mezquita roja 2007, las fuerzas de Fazlullah y el Baitullah Mehsud Tehrik e Talibán Pakistán (TTP) formaron una alianza.  Fazlullah y su ejército según se dice recibió órdenes de Mehsud.

#### Ataques en esculturas budistas
El 8 de octubre del 2007 miembros del TNSM dinamitaron la cara de la imagen colosal de 23 de alto de un Buda sentado, tallado en el siglo VII d. C. una cara de roca rojiza en una colina al suroeste del pueblo de Jehanabad (Shakhorai) cerca de Manglawar en distrito de Swat. Según Aqleem Khan, un oficial del departamento de arqueología de Jaiber Pajtunjuá quién habló con Reuters, los miembros de este grupo perforaron agujeros a la roca, las llenó con dinamita y a continuación hicieron detonar la explosión en la mañana del 9 de octubre del 2007.

### 2008
Sufi Muhammad fue liberado después de que renunciara a la violencia en discusión con el gobierno provincial. Ocho dirigentes del TNSM firmaron un acuerdo de paz que reconocía la soberanía del gobierno provincial, instó el fin de la violencia y declaró ataques contra la policía, ejército y objetivos de gobierno "antiislámicos."

### 2009
En enero del 2009, Tehreek-e-Nafaz-e-Shariat-e-Mohammadi había establecido tribunales de la Sharia, que "administraban abiertamente castigos a personas quienes se osaban a violar su estricto código de conducta" en una región que se extiende "de la sub-división Matta en el alto valle de Swat a la sub-división Kabal cerrando la principal ciudad de Mingora."

#### Campaña contra la educación de las mujeres
El 21 de enero de 2009 el diario pakistaní The News, informó las aplicaciones talibanes de una prohibición completa de educación a las mujeres en el distrito de Swat. Unos 400 colegios privados que matriculan a 40.000 chicas fueron forzadas a cerrar. Al menos 10 escuelas de chicas intentaron abrir después 15 de enero de 2009 fecha límite por los talibanes dirigidos por Fazlullah fueron destruidos por los militantes en la ciudad de Mingora, la sede del distrito de Swat.[No en la cita dada] En los últimos 14 meses "más de 170 escuelas han sido bombardeados o incendiadas, junto con otros edificios pertenecientes al gobierno."[No en la cita dada]
Maulvi Omar, un portavoz para el Tehrik e Talibán Pakistán (TTP), instó a los talibanes de Swat liderados por Swat a reconsiderar la prohibición en la educación femenina.  Musulmán Khan, un portavoz del grupo respondió que el TTP no había solicitado formalmente un vuelco de la prohibición y que su grupo continuaría como estaba previsto.  Sin embargo, Khan anunció en una llamada telefónica al Gulf News el 28 de enero de 2009 que su grupo reconsideraría la prohibición en la educación para las mujeres en consulta con académicos religiosos una vez el conflicto había acabado en el territorio.  Declaró, "no estamos en contra de la educación, pero insistimos que nuestra nueva generación tendría que ser impartida por religiosos y luego con educación científica y tecnológica.  Los talibanes necesitan doctores, ingenieros y científicos para fortalecer nuestra causa." Esto también está notando ahora que los talibanes han empezado para apuntar a científicos e ingenieros pakistaníes de las organizaciones estratégicas.

#### Sharia Nizam-i-Adl Control 2009
El gobierno pakistaní anunció el 16 de febrero de 2009 que dejarían la ley Sharia en la región de Malakand.  A cambio, los seguidores de Fazlluyah acordaron observar un alto el fuego negociado por Sufí Muhammad.  El 24 de febrero de 2009, Muslim Khan anunció públicamente que los talibanes Swati presenciarían un alto el fuego indefinido.

##### Reacciones a alto el fuego
- La OTAN temió que el acuerdo sólo serviría para dejar a los militantes reagruparse y crear un puerto seguro para ataques fronterizos a Afganistán.[21]
- Amnistía Internacional expresó preocupación que el acuerdo legitime abusos de derechos humanos en la región.[18]

##### Fin de las negociaciones
A principios de abril del 2009, Sufí Muhammad acabó apoyando las negociaciones de paz que declaran que el gobierno había detenido la implementación de los tribunales de la sharia en el valle de Swat. El presidente Asif Ali Zardari rechazó firmar cualquier acuerdo hasta que la paz había sido restaurada en el valle pero no pudo dar más detalles sobre como se alcanzarían esas condiciones.  En la firme recomendación de la Asamblea Nacional, Zardari firmó el acuerdo, la Regulación de la Sharia Nizam-i-Adl en 2009, el 13 de abril del 2009.  Un portavoz de Sufí Muhammad, Amir Izzat Khan, declaró que la ley dejaría en paz la región de Swat y que el talibán está en proceso de desarme. Muslim Khan añadió que una "programa islámico" sería instituido en las escuelas y que no se permitiría a las mujeres ir a trabajos o a mercados a fin de no convertirse en "piezas de show."

#### Destrucción de sedes
En junio del 2009, las fuerzas de seguridad pakistaníes bombardearon y destruyeron el compuesto Imam Dheri que sirvió como sede del Fazlullah.  El compuesto contenía residencias, una mezquita, un tribunal y una prisión.